# 3V bike
3V bike是中國大陸一間已經結束營業的創業公司與交通網路公司。

## 历史
由福建人巫盛華創辦於2017年2月26日，並在2017年6月21日宣佈結束營運，總部位於北京朝陽區。主要業務為單車短途出行手機預約服務。
3V bike為了避免與龍頭企業ofo和摩拜單車正面競爭，開辦期間選擇在河北保定、廊坊、秦皇島及福建莆田等三線城市輪流開辦單車業務，總計投放1000輛單車。但隨後因為持續虧本，加上投放營運的單車幾乎全部沒有歸還，因此3V bike在2017年6月21號正式宣佈停辦單車業務，亦成為中國大陸繼悟空單車後第二間宣布結束營業的共享單車公司。
2017年8月19日，原本宣布停止營運的3V bike發布公告重返市場，並加強單車品質、防盜機制及更改營運策略，將以加盟模式前往五、六線城市發展。